# Schendylops varipictus
Schendylops varipictus är en mångfotingart som först beskrevs av Chamberlin 1950.  Schendylops varipictus ingår i släktet Schendylops och familjen småjordkrypare.
Artens utbredningsområde är:
- Guadeloupe.
- Puerto Rico.

Inga underarter finns listade i Catalogue of Life.